# Adriano Franceschini

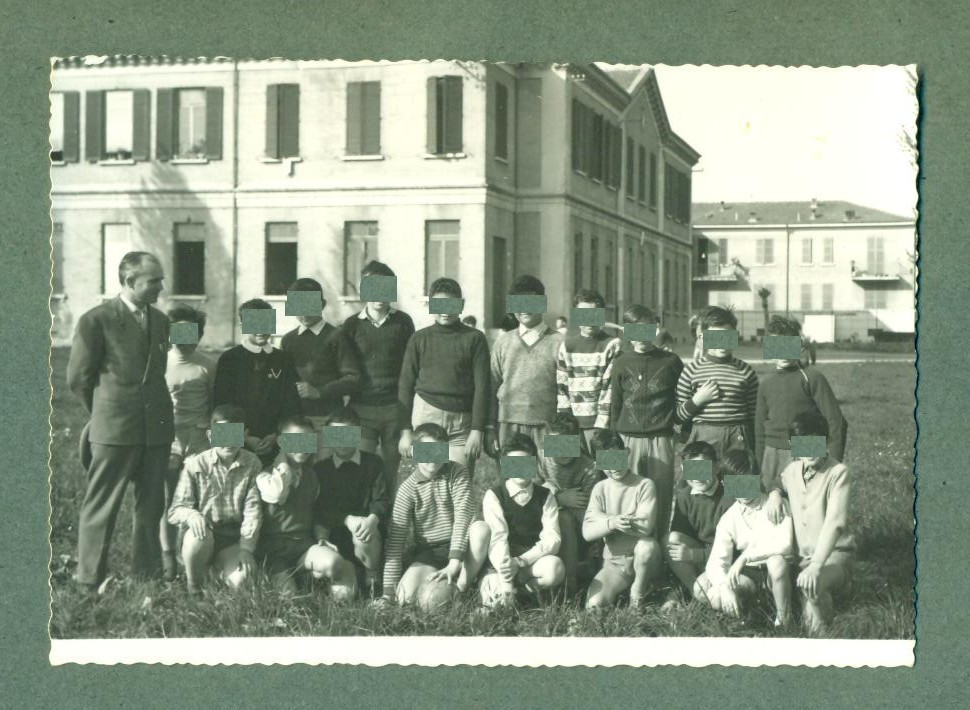
Adriano Franceschini con una sua classe V. Scuola elementare di Porotto, Ferrara. Inizio anni '60

Adriano Franceschini (Ferrara, 17 aprile 1920 – Ferrara, 22 dicembre 2005) è stato uno storico ed epigrafista italiano.

## Biografia
All'insegnamento elementare, cui si dedicò per tutta la vita, prestò affiancò una più che quarantennale attività di ricerca storica condotta attraverso lo studio di documenti notarili, epigrafi e testi antichi, molti dei quali conservati nella Biblioteca comunale Ariostea, nell'archivio del Duomo di Ferrara e nelle biblioteche di Verona, Modena e Mantova e di vari centri del Polesine. Si è interessato particolarmente alle vicende locali di Ferrara e dintorni, pubblicando, tra gli altri, dei saggi sul ghetto ebraico, sui commerci e sulla vita medievale e rinascimentale, sugli artisti e sulle storie di tante persone comuni.
Mai in cerca di visibilità a buon mercato, Franceschini ha ottenuto in seguito il giusto riconoscimento da parte dei tanti studiosi che si sono giovati dei risultati della sua intensa e umile, ma cruciale, attività di cartista.

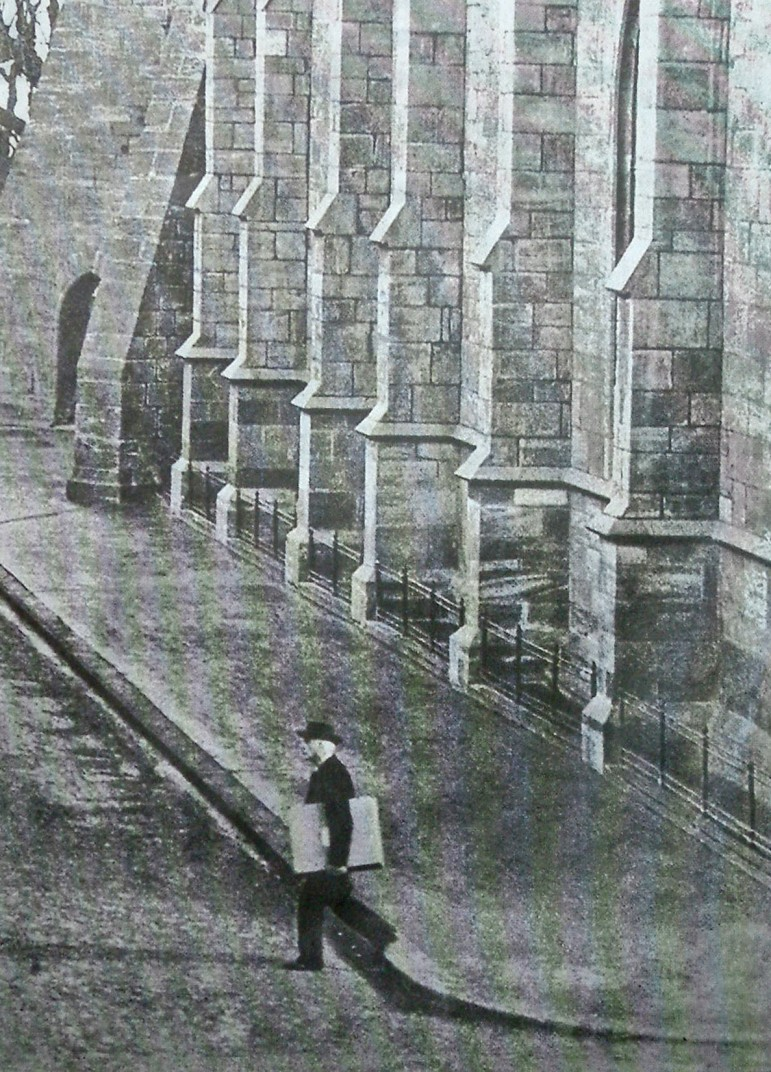
Jacob Burckhardt nei pressi dell'Archivio di Basilea, nel 1890

### Inizio dell'attività di ricerca
Come molti storici più legati agli archivi che non agli studi accademici, la sua attività prese spunto da una committenza, che nel caso specifico arrivò dal Comune di Bergantino, interessato a recuperare fonti autorevoli sulla sua storia locale.
Da questo stimolo iniziale prese il via il suo lavoro di ricerca, per vari aspetti simile a quello di un altro grande storico contemporaneo, Marino Berengo.
Fu spinto dalla sua saggezza contadina quando cominciò ad indagare, attraverso gli atti notarili, le vicende dell'Alto Polesine, e fu questo approccio a spingerlo in seguito ad interessarsi della storia della sua città, delle sue vicende artistiche e della presenza ebraica. Come apertura al primo testo che produsse scelse le parole di un'epigrafe: Ognuno vede ciò che reca in cuore, e tali parole possono sintetizzare lo spirito che lo muoveva.
Frequentò in modo attento, minuzioso e assiduo i luoghi dove sono conservati i testi antichi, e concretizzò la sua azione nella trascrizione dei volumi consultati in centinaia di quaderni contenenti anche appunti personali, ricontrollando le fonti pure a distanza di decenni. Dedicò molta parte del suo tempo e del suo stipendio di maestro elementare nelle spese per i viaggi e per la ricerca dei documenti originali.
Per Adriano Prosperi l'immagine che più lo rappresenta è quella che ritrae Jacob Burckhardt mentre esce dall'Archivio di Basilea con una grande teca di documenti sotto il braccio.
Partendo dallo studio delle comunità polesane iniziò ad interessarsi dei mutamenti prodotti dall'avvento della giurisdizione episcopale in sostituzione del precedente primato benedettino. Venne così in contatto col lavoro di altri studiosi, del passato o recenti, come Ludovico Antonio Muratori, Girolamo Tiraboschi, Giovanni Tabacco e Pier Francesco Fumagalli.

### Presenza ebraica a Ferrara

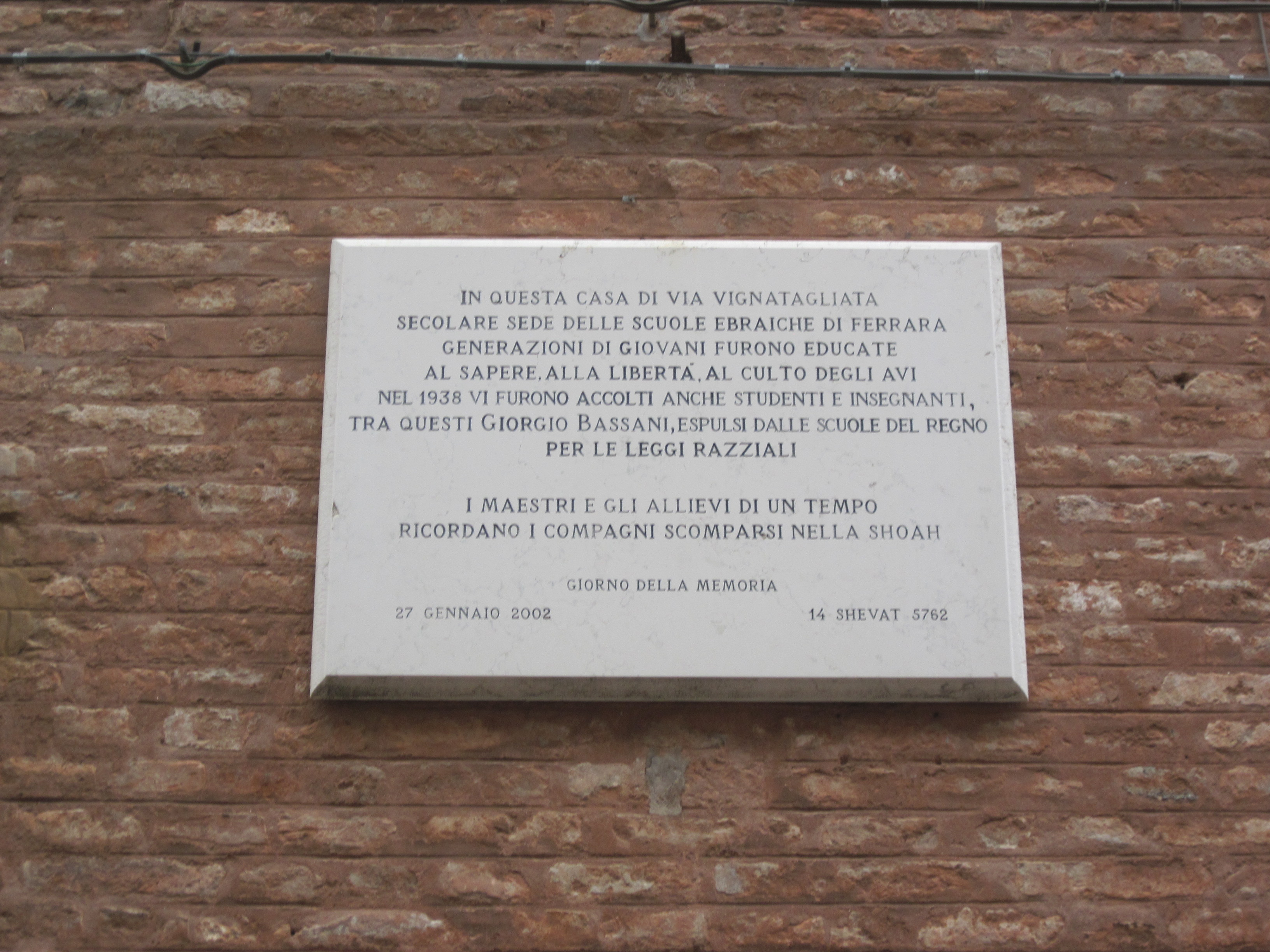
Ferrara, via Vignatagliata, lapide scuola ebraica a ricordo della cacciata degli alunni e degli insegnanti ebrei dalle scuole italiane dopo il 1938

Franceschini arrivò ad indagare sulla presenza ebraica nella zona ferrarese dopo il lungo lavoro di approfondimento sulle comunità contadine polesane. Pure gli ebrei, come i contadini dei quali si era interessato, erano stati soggetti a vessazioni e soprusi, spesso cacciati dalle loro terre, considerati estranei eppure necessari.
Appare quindi molto probabile che il maestro ritenesse doveroso riconoscere al popolo ebraico, integrato e radicato da secoli nella comunità ferrarese, in particolare considerando il periodo del ghetto, le persecuzioni e la spinta a rimuovere la sua identità attraverso il battesimo, il diritto del ricordo per il ruolo avuto nella storia cittadina.
La sua opera principale dedicata a questo tema: Presenza ebraica a Ferrara. Testimonianze archivistiche fino al 1492 e pubblicata postuma ebbe genesi da un incontro fortuito tra il maestro e l'avvocato Paolo Ravenna durante i lavori di preparazione di una mostra al Palazzo dei Diamanti. Era la fine degli anni 80 e la mostra sarebbe stata preparata per il 1990. Lo studioso era già noto a livello internazionale ed era impegnato in quel momento nella stesura di tre volumi: Artisti a Ferrara in età umanistica e rinascimentale, che sarebbero stati pubblicati nel 1993, nel 1995 e nel 1997.

## Citazioni
Viene citato da vari studiosi che si sono interessati ai temi da lui approfonditi. Tra questi Dana E. Katz fa riferimento ai lavori di Franceschini nel suo The Jew in the Art of the Italian Renaissance.

## Onorificenze e riconoscimenti
Mel 1976 ottenne il Premio Stampa Ferrara e, per la prima volta, il premio venne consegnato senza una cerimonia ufficiale in una sala di rappresentanza ma a domicilio, e la commissione, nella quale era presente anche il sindaco di Ferrara Radames Costa, si recò a Fondo Reno, dal maestro, che per modestia aveva cercato di non apparire pubblicamente.

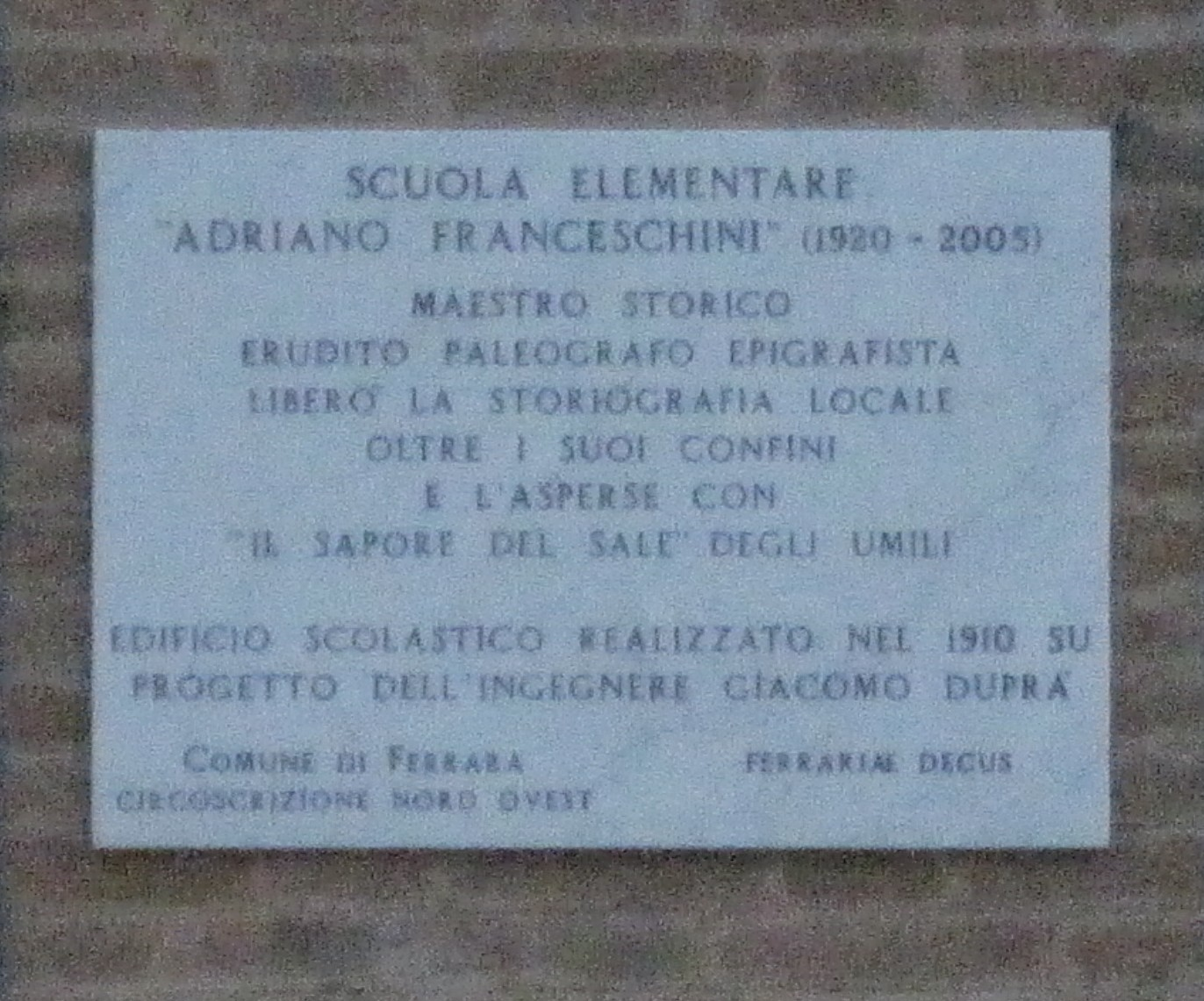
Targa commemorativa per Adriano Franceschini posta sulla Scuola elementare di Porotto a lui intitolata. Comune di Ferrara. Ferrariae Decus

La sua attività venne apprezzata da storici a livello nazionale e internazionale, e il suo lavoro forse più impegnativo, Presenza ebraica a Ferrara. Testimonianze archivistiche fino al 1492, venne pubblicato postumo, nel 2007.
Nella presentazione del volume il Presidente della Fondazione Carife ricorda la sua modestia come persona e il suo valore come studioso del patrimonio artistico e culturale della città estense nel periodo rinascimentale.
Nel 1999 è stato insignito del titolo di Benemerito della cultura e dell’arte per essersi distinto nel mondo della cultura. L'anno successivo l'Università degli Studi di Ferrara gli ha riconosciuto la Laurea honoris causa in Lettere.
A lui è stata intitolata la Scuola Elementare di Porotto, dove insegnò per moltissimi anni, e la sala di studio dell'Archivio di Stato di Ferrara, tante volte frequentata.

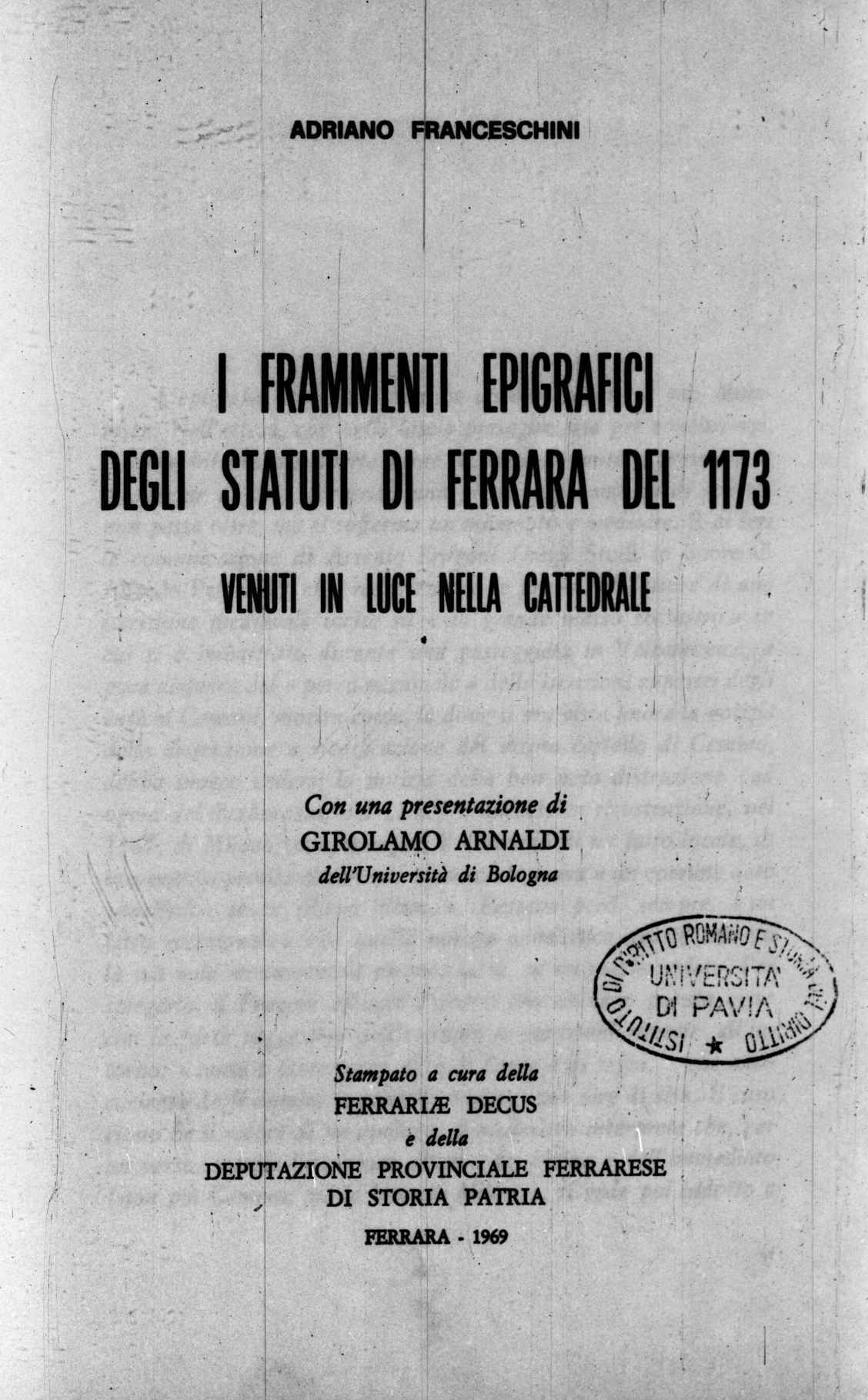
I frammenti epigrafici degli statuti di Ferrara del 1173 venuti in luce nella cattedrale, 1969

## Opere
- I frammenti epigrafici degli statuti di Ferrara del 1173 venuti in luce nella cattedrale, Girolamo Arnaldi (presentazione), Ferrara, Ferrariae decus e Deputazione provinciale ferrarese di storia patria, 1969, OCLC 6485554.
- Spigolature archivistiche prime, Ferrara, Deputazione prov. ferrarese di storia patria, 1975, SBN FER0030427.
- Istituzioni benedettine in diocesi di Ferrara (sec. X-XV), in Analecta Pomposiana, VI, 1981.
- Inventari inediti di biblioteche ferraresi del sec. XV: B. la biblioteca del Capitolo dei Canonici della Cattedrale, Ferrara, Deputazione provinciale ferrarese di storia patria, 1982, OCLC 887219139.
- Giurisdizione episcopale e comunità rurali altopolesane: Bergantino, Melara, Bariano, Trecenta, Bologna, Patron, 1986, SBN MIL0064981.
- Paesaggio medievale ferrarese, Ferrara, Rotary gruppo estense, 1988?, SBN FER0164197.
- Artisti a Ferrara in età umanistica e rinascimentale/1, Dal 1341 al 1471, Ferrara, Corbo, 1993, ISBN 978-88-853-2518-0.
- Artisti a Ferrara in eta umanistica e rinascimentale/2.1, Dal 1472 al 1492, Roma-Ferrara, Corbo-Cassa di risparmio di Ferrara, 1995, ISBN 978-88-853-2563-0.
- Artisti a Ferrara in età umanistica e rinascimentale/2.2, Dal 1493 al 1516, Ferrara, Corbo, 1997, ISBN 978-88-8532-586-9.
- Paolo Ravenna (a cura di), Presenza ebraica a Ferrara. Testimonianze archivistiche fino al 1492, Ferrara, Carife, 2007, ISBN 978-88-222-5741-3.